# Dette souveraine
Une dette souveraine est une dette émise ou garantie par un émetteur souverain, c'est-à-dire un État ou une banque centrale, mais en aucun cas une entreprise ou un individu. Ces institutions sont alors redevables sous la forme d'obligations soit contractées auprès de banques, soit auprès du marché  financier public. Les détenteurs de ces obligations, des créanciers, peuvent être d'autres États ou banques, mais aussi des entreprises, des gestionnaires de portefeuilles ou de simples particuliers.

## Locution
En droit financier international, les concepts de dette souveraine et de dette publique sont proches (government debt, public interest, public debt, national debt).
En français, cette locution semble apparaître à la fin du XIXe siècle, puis se popularise dans les années 1980, au moment des premières grandes crises d'endettement qui frappent certains pays ou zones géographiques (Amérique du Sud, Japon). La dette souveraine devient une véritable problématique dans les années 1990 quand se multiplient les incidents de paiement de la part des émetteurs d'obligations. En réalité, ce problème existait depuis longtemps.

## Un exemple historique ancien: la dette du royaume de France auXVIIIesiècle
De nombreuses études ont été menées à la fin du XXe siècle concernant l'état des finances du royaume de France au XVIIIe siècle. À la mort de Louis XIV en septembre 1715, les comptes publics laissent apparaître une dette évaluée à 2,4 milliards de livres soit plus de trente-quatre fois le montant des rentrées fiscales annuelle. La liquidation de cette énorme dette prendra plusieurs décennies. Elle est constituée de 4 à 5 milliards de titres divers originellement gérés par la Caisse des emprunts. Cette situation explique par exemple la mise en place du système de Law, puis des opérations du visa, qui épongent 50 % de la dette. Sous le ministère de Jacques Necker, à partir de juin 1777, sont lancés des emprunts faisant appel à la rente viagère ; il en fut émis pour un montant total de 600 millions. En 1787, la dette publique atteint 4 milliards de livres, et son service représente 42 % des recettes de l’État. À cette somme, il faut ajouter les emprunts révolutionnaires de 1789, 1793 et 1795. Le régime du Directoire trouva une solution radicale en 1797 : ce fut le tiers consolidé, qui revint à effacer purement et simplement les deux-tiers de la dette souveraine, par une manipulation qui est en réalité un défaut de paiement.

## Caractéristiques
Une dette souveraine :
- peut être décomposée en dette domestique et en dette extérieure selon que les créanciers sont des résidents ou des non-résidents ;
- peut être formée de crédits bancaires, de prêts d'autres États ou institutions officielles, et de titres d'emprunts émis par le Trésor public du pays concerné. Ceux-ci sont éventuellement négociables sur le marché international des obligations ce qui nécessite alors que les émissions soient libellées en une ou plusieurs devises convertibles ou en unités de compte universellement reconnues (DTS…) ;
- peut être bilatérale (de pays à pays), multilatérale (de pays à organisation internationale) ou privée ;
- peut être à court terme (à vue ou à quelques mois), à moyen terme ou à long terme (jusqu'à 30 ans, voire 50 ans). Celle à court terme est la plus fragile pour l'emprunteur ;
- est accordée soit à « taux spéciaux » (avances du FMI ou prêts de la Banque mondiale par exemple) autrement dit à un taux d'intérêt privilégié, soit au taux de marché comportant une prime de risque. Celle-ci est fonction de la solvabilité du pays telle qu'estimée par exemple par les organismes de notation de la dette.

Pour les besoins statistiques, l'OCDE définit une dette souveraine comme étant « la somme des catégories de passif suivantes (selon le cas) : devises et dépôts ; titres de créance, prêts ; assurances, pensions et systèmes de garantie normalisés, et autres comptes créditeurs. Les variations de la dette publique au fil du temps reflètent principalement l'impact des déficits publics passés ».
La dette souveraine correspond à la dette de l'État ; elle se distingue de la dette publique en ce que celle-ci correspond à la dette souveraine à laquelle il faut ajouter les dettes sociales, celles des collectivités locales ou régionales ainsi que des divers opérateurs d'État.

## Montant des dettes souveraines dans le monde
Le FMI collecte les données et statistiques des États lui permettant d'établir un suivi du montant des dettes souveraines, notamment en pourcentage du PIB.
Avant le déclenchement de la crise liée au covid-19, Standard & Poor's estimait  que le montant de la dette des gouvernements du monde entier atteindrait le chiffre record de 53 000 milliards de dollars d'ici la fin de l'année 2020, dont 8 100 milliards de dollars devaient être empruntés en 2020.
Selon le FMI, l'encours de la dette publique mondiale devrait augmenter du fait des conséquences de la crise du covid-19 de 13 points de pourcentage du produit mondial brut en un an, passant de 83 à 96 %. Le FMI s'attend à ce que les soldes budgétaires deviennent fortement négatifs dans les pays en développement, pour atteindre respectivement -9,1 et -5,7 % du PIB dans les pays à revenu intermédiaire et à faible revenu.
Selon Anne-Laure Kiechel, cofondatrice de Global Sovereign Advisory, en 2022, le « montant total de la dette mondiale publique et privée est de 300 000 milliards de dollars, ce qui resprésente 350 % du PIB mondial. ».

## Les risques propres à la dette souveraine
La dette souveraine est, en fonction de la qualité des émetteurs, considérée comme plus sûre que celle des entreprises (pays très solvables) soit moins sûre du fait de la quasi-absence de recours juridique envers les États défaillants. 
Les possibilités de remboursement sont étroitement liées à la capacité fiscale des pays émetteurs, et donc aux performances économiques et de la bonne gestion budgétaire de ces pays. C'est à partir de ces critères que se fait la notation de la dette souveraine. Le ratio endettement/PIB est l'une des bases d'appréciation.

## Histoire
La gestion de la dette souveraine a toujours présenté un aspect non seulement économique mais aussi largement politique. Il n'existe, de façon structurelle, aucun pays qui ne soit endetté sur le long terme. En principe, un État paye toujours ses dettes contractées auprès d'autres États (prêts intergouvernementaux) ou banques centrales. Dans la réalité, les choses sont beaucoup plus complexes.
Au XIXe siècle, les créanciers (généralement occidentaux) envoyaient leur armée pour forcer les pays qui n’honoraient pas leurs engagements financiers à rembourser leurs créances détenues par les ressortissants de ces pays. L’exemple  le plus connu est l’expédition de la Grande-Bretagne, l’Allemagne et l’Italie contre le Venezuela à la fin du XIXe siècle où les marines de guerre de ces trois pays bombardèrent et bloquèrent les ports vénézuéliens, avec le consentement  des États-Unis, pour obliger le Venezuela à rembourser ses dettes internationales. Dans le même genre, la France a envahi le Mexique en 1862 pour y installer l’archiduc Maximilien d’Autriche, prenant prétexte de la dette impayée par ce pays depuis son indépendance en 1821. Il y eut aussi le cas de l’Egypte où la France et la Grande-Bretagne prirent le contrôle de ses finances au nom de la protection de leurs intérêts sur le Canal de Suez en 1876 ; ou encore le contrôle par les États-Unis sur la République dominicaine en 1904 ; l’invasion de Haïti par les mêmes États-Unis en 1915 pour récupérer une créance. Dans des cas extrêmes, comme celui du Territoire de Terre-Neuve, qui avant 1949 ne faisait pas partie du Canada, il a été obligé, du fait d'un endettement cumulé et d'une faillite prononcée dès 1934, à renoncer à son parlement et passer sous le statut de « receivership » (« mise sous séquestre des actifs »).

Cette politique de la canonnière a été dénoncée par le Dr. Luis Maria Drago, ministre argentin des affaires étrangères : 
« Le principe que je voudrais voir reconnu est celui selon lequel la dette publique ne peut donner lieu à une intervention armée, et encore moins à l'occupation physique du sol des nations américaines par une puissance européenne. »
Ainsi est née la « doctrine Drago » qui donna lieu à un débat international sur la légitimité de l’usage de la force dans le recouvrement des créances publiques, qui ensuite a été reprise par la Convention internationale du 18 octobre 1907 portant renonciation au recours à la force armée pour le recouvrement des dettes contractuelles, encore appelée convention Drago-Porter de La Haye. Cette convention, bien que ratifiée par 31 Etats, n’est jamais entrée en vigueur.
Une des premières tentatives de régler ce problème de manière internationale et donc diplomatique, sachant qu'un pays tombant en défaut de paiement se répercute nécessairement sur l'ensemble des créanciers suivant des sommes cumulées colossales, reste la création en 1930 de la Banque des règlements internationaux, dans le cadre de la dette allemande contractée après la Première Guerre mondiale, dette qui fut apurée en 2010.
Le cas des emprunts russes émis avant la révolution de 1917 reste à part : cette question est redevenue d'actualité entre 1986 et 1998, lorsque le Royaume-Uni puis la France soumettent le problème aux différents gouvernements russes. En principe, suivant deux traités successifs, la question est réglée sur le plan du droit international.
La convention Drago-Porter marque le début d’une internationalisation formelle du règlement de la dette souveraine en rendant l’arbitrage obligatoire, puisque la sentence d’un tribunal se substitue à la décision unilatérale d’un État. Désormais, le recours à la force militaire contre un État, même endetté, est formellement interdit par la Charte des Nations unies de 1945, même si l’on peut considérer qu’en cas de crise d’insolvabilité risquant de mettre en danger la paix et la sécurité internationales, les dispositions d’exception du Chapitre VII pourraient justifier une intervention de l’ONU.
Depuis la crise de 2008 la gestion de la dette souveraine concerne tout à la fois la dette du tiers monde mais aussi et surtout l'accroissement de l'endettement public de divers pays occidentaux et la menace que celui-ci fait peser sur les banques systémiques.

## Soutenabilité de la dette souveraine
La question de la soutenabilité de la dette publique exprime la capacité d'un État à rembourser ses emprunts et donc sa solvabilité. Selon le FMI, la dette publique est soutenable « si elle satisfait à la contrainte de budget en valeur actuelle [c'est-à-dire de solvabilité] sans correction majeure de l'équilibre des recettes et des dépenses compte tenu des coûts de financement auxquels elle est confrontée sur le marché ».  
Selon une autre définition du FMI (2013)[Où ?], la dette est soutenable « lorsque le solde primaire nécessaire pour au moins stabiliser la dette, tant dans le scénario de base que dans le scénario de choc réaliste, est économiquement et politiquement réalisable, de telle sorte que le niveau de la dette soit compatible avec un risque de refinancement acceptablement faible et avec le maintien de la croissance potentielle à un niveau satisfaisant [...] Plus le niveau de la dette publique est élevé, plus il est probable que la politique budgétaire et la dette publique ». 
Selon la BCE, il n'existe pas de règle simple pour déterminer si la dette d'un gouvernement est, en pratique, soutenable ou non. En conséquence, l'analyse de la viabilité de la dette souveraine est intrinsèquement difficile et sensible aux hypothèses utilisées. 
Comme le relève un rapport de l'Assemblée nationale française, « il n’existe pas de niveau déterminé et unique du ratio caractéristique d’une situation d’insoutenabilité. Il n’y a pas non plus de ratio d’endettement public optimal ». 
Avec les conséquences de la crise liée au covid-19 et les politiques budgétaires de relance, la question de la soutenabilité de la dette publique comme priorité fait débat.   
Le concept de « soutenabilité » ne se limite pas au ratio dette publique / PIB. Depuis la crise de 2008, des voix s'élèvent pour intégrer des critères autres que purement financier pour déterminer la soutenabilité d'une dette. Le rapport Stiglitz-Sen-Fitoussi publié en 2009 à la suite de la demande du président Sarkozy, met en relief la distinction entre la mesure de la soutenabilité de celle du bien-être : « Avec la soutenabilité, il s'agit de savoir si nous léguons aux générations suivantes suffisamment de ressources pour leur assurer un niveau de bien-être au moins équivalent au nôtre. Cette question a elle-même plusieurs dimensions : la commission a notamment proposé de distinguer la soutenabilité économique, qui reste appréhendable à l'aide d'indicateurs monétaires, et la soutenabilité environnementale, qui est mieux traitée par une batterie d'indicateurs physiques ». Ce rapport propose une série d’indices permettant de diagnostiquer  les  enjeux  du  développement durable et de mesurer la richesse (autre que purement monétaire ou financière). Le rapport établit en outre une distinction entre évaluation du bien-être présent et évaluation de sa soutenabilité, « c’est-à-dire de sa capacité à se maintenir dans le temps. Le bien-être présent dépend à la fois des ressources économiques comme les revenus et des caractéristiques non économiques de la vie des gens : ce qu’ils font et ce qu’ils peuvent faire, leur appréciation de leur vie, leur environnement naturel. La soutenabilité de ces niveaux de bien-être dépend de la question de savoir si les stocks de capital qui importent pour notre vie (capital naturel, physique, humain, social) seront ou non transmis aux générations à venir ».

## Risque de défaut de la dette souveraine
La question du risque de défaut de la dette souveraine est liée à celle de l'insolvabilité des États.
Techniquement, c'est-à-dire juridiquement, un Etat ne peut pas être en faillite, dans le sens qu'aucun juge ne dispose du pouvoir pour déclarer un Etat en "faillite". Certes, un créancier peut demander à un Etat de déclarer celui-ci en défaut, ce qui est juridiquement différent.
La question est celle de la mise en place d'un tribunal international des dettes souveraines. Le FMI avait certes proposé un mode opératoire de règlement de l’insolvabilité des Etats en créant un « Mécanisme de restructuration de la dette souveraine », sur le modèle du droit américain de la faillite et notamment de son chapitre 9 relatif à la faillite des collectivités locales. Mais ce projet a été abandonné en 2003 devant l’opposition de certains Etats, notamment les Etats-Unis d’Amérique, qui ne voulaient pas d’une compétence d’un tribunal international.
Si la banqueroute d'un État n'est pas nouvelle, le nombre de défauts avérés des États et les conséquences économiques de ces défauts conduisent à rechercher des solutions avec les créanciers avant que le défaut ne se produise. Tel est l'objectif du club de Paris pour les créanciers publics, et du club de Londres pour les créanciers privés. La difficulté est liée au fait qu'un État n'est pas un débiteur comme un autre en ce sens qu'un créancier ne peut pas le poursuivre comme un débiteur ordinaire et qu'un État n'est pas un justiciable ordinaire. L'absence de tribunal international pour juger des faillites des États s'explique par les principes de souveraineté et la particularité du régime de l'insolvabilité des États. Ceci a conduit le FMI à proposer une approche particulière pour le traitant de ces défaut.

## Détermination du défaut
La détermination du défaut [de remboursement des intérêts liés à l'emprunt] d'un émetteur souverain prend différentes formes. La première est celle où l'émetteur reconnait de son propre chef le défaut, comme ce fut le cas en 2020 pour le Liban, mais aussi l'Argentine et l'Équateur. La seconde, et la plus courante, est celle où ce sont les créanciers de l'État qui vont le déclarer en défaut, et généralement, certains de ces créanciers privés. Les créanciers publics comme les États ou les institutions financières internationales sont généralement réticents à prononcer un défaut d'un État, d'autant plus qu'en pratique le club de Paris permet de trouver une solution permettant d'éviter un défaut. Quant aux créanciers privés, ils peuvent prononcer le défaut le plus souvent dans deux situations : dans le cadre d'un différend non résolu après médiation par le club de Londres ou plus généralement, lors d'un bras de fer avec l'État comme ce fut le cas avec l'Argentine et le fonds Elliot; ou bien dans le cas de la mise en œuvre de dérivés de crédit sous forme de credit default swap fonctionnant comme des assurances pour les investisseurs détenant la dette de cet État et souhaitant couvrir la perte de valeur de leur investissement, comme ce fut le cas avec la Grèce. 
Mais qu'est-ce qu'un « défaut » ? Dans un contrat obligataire ou un financement bancaire, le défaut consiste à ne pas payer les intérêts et/ou le principal à une échéance convenu, une fois épuisée une période de grâce contractuellement convenue. Dans un tel cas, il s'agit d'un défaut de paiement. Il existe aussi d'autres types de défaut, notamment en cas de baisse de la notation de crédit par une agence de notation financière. De façon générale, le défaut peut être constitué par un non respect d'un engagement contractuel de dette, dans la mesure toutefois où ce non respect a été défini dans le contrat comme un défaut. Selon l'approche retenue, le risque consiste d'avoir une définition trop large d'un côté (tout défaut contractuel) ou trop étroite (uniquement défaut de paiement). Comme le relève le FMI, une « définition inclut des événements que beaucoup considéreraient comme sans importance, tels que des retards mineurs dans la transmission de documents. Elle est trop étroite parce qu'elle ignore le contexte économique d'événements tels que l'échange de la dette grecque en mars 2012, où aucun paiement n'a été manqué et aucun contrat n'a été rompu - ils ont plutôt été modifiés - mais où les créanciers ont quand même subi des pertes importantes dans le cadre d'une restructuration de la dette en difficulté ».

## Prévention du défaut: les «clauses d'action collective»
Les clauses d’action collective (CAC, de l'anglais collective action clause (en)) sont une réponse contractuelle de prévention du défaut de la dette souveraine. Ces clauses permettent de déterminer dans le contrat d'émission de la dette un mécanisme de vote avec des majorités qualifiées permettant aux créanciers d'adopter une modification de ce contrat lors d'une restructuration de la dette. En l'absence de ces clauses, l'unanimité des créanciers est en effet requise. Ces outils contractuels correspondent à une gestion ex ante de la dette souveraine, avant qu’un défaut ne soit déclaré. Ces clauses, nées au lendemain de la crise de la dette souveraine argentine au début des années 2000 et plus récemment dans l’Union européenne avec la crise de la dette publique grecque, permettent de débloquer des situations d’opposition d’intérêts entre l’État émetteur et certains de ses créanciers (principalement des fonds vautours) et entraîner une renégociation plus efficace des conditions d’émission de la dette sans s’opposer au blocage de l’accord de restructuration par un seul créancier.
L'insertion de clauses d'action collective dans les contrats démission de dette souveraine fut envisagée dès 1995, mais leur possible utilisation rencontra peu d’écho, malgré les rapports officiels du G7 (1999) et du G10 (1996, 2002). Depuis lors, le FMI encourage l’insertion de CAC dans les émissions de dette souveraines. L'International Capital Market Association a développé en coordination avec le FMI des modèles de CAC.
Les émissions de dettes souveraines comportant des CAC constituent la norme sur le marché de la dette publique. Selon le FMI (mars 2019), au 31 octobre 2018, il y avait environ 510 émissions d'obligations souveraines internationales depuis octobre 2014, pour un montant nominal total en principal d'environ 620 milliards de dollars. De ce nombre, environ 88 % des nouvelles émissions ont été assorties de CAC « améliorées », comparativement à 87 % à la fin de septembre 2017. De fin septembre 2017 à fin octobre 2018, seulement 8 % des émissions n'incluaient pas de CAC « améliorées ».
Au sein de l’Union européenne, le traité instituant le Mécanisme européen de stabilité institue dans son article 12.3 l’obligation pour les États membres de la zone euro d’insérer une série de clauses d’action collective pour les émissions de dette souveraine. À la suite des conclusions du Conseil européen des 24 et 25 mars 2011, des CAC normalisées et identiques, comprenant des dispositions complémentaires, ont été élaborées et approuvées par le Comité économique et financier (CEF) le 18 novembre 2011. Un modèle est disponible sur le site de la Commission européenne, y compris une mise à jour de celui-ci  et un guide d’explication a été élaboré. Basé sur de la soft law, le modèle de CAC nécessite que chaque État membre de la zone euro adopte les mesures législatives nécessaires pour insérer de telles clauses dans son ordre normatif. Selon les systèmes juridiques de chacun des États membres, l’insertion des CAC a été effectuée via une disposition législative ou directement via les contrats d’émission. En 2014, une « clause monobloc » (single limb clause) a été élaborée par un groupe d'experts des secteurs public et privé dirigé par le Trésor américain. Ce mononbloc permet de voter sur l'ensemble de la dette concernée et de restructurer tous les des obligations pertinentes si un seuil est atteint[pas clair]. Cette méthode est préférable à celle dite « two limb one »[C'est-à-dire ?] car elle permet de résoudre le problème des créanciers récalcitrants et donc de limiter les litiges qui en découlent. Pour contrer le problème de l'équité entre créanciers, les CAC contenues dans les clauses types de l'Association internationale des marchés des capitaux (ICMA) exige que tous les détenteurs d'obligations reçoivent des obligations dont les conditions sont uniformément applicables (mêmes conditions / dispositions identiques). C’est dans ce cadre que l’Union européenne a décidé en 2018 de modifier le fonctionnement de ses CAC et d’y intégrer le principe d'une clause monobloc.

## Judiciarisation des défauts de dette souveraine
Depuis les années 1990, le nombre de contentieux devant des juridictions civiles relatifs aux défauts de dette souveraine ne cesse d'augmenter. Selon une étude la BCE portant sur les actions judiciaires engagées contre les pays défaillants entre 1976 et 2010, ont été initiés 58 litiges à l'encontre de 34 États souverains défaillants, soit aux États-Unis, soit au Royaume-Uni. Cette étude souligne le rôle croissant des fonds spécialisés dans la dette en difficulté (fonds vautours) : ceux-ci sont devenus beaucoup plus actifs dans les actions judiciaires de la dette souveraine devant les tribunaux depuis le début des années 1990 : les fonds spéculatifs représentent les deux tiers des nouveaux cas, poursuivant des stratégies juridiques plus agressives par rapport à d'autres types de créanciers. Différentes études économiques tendent à considérer, l'efficacité des actions judiciaires à l'encontre des États comme moyen de pression pour obliger ceux-ci à rembourser leurs créanciers.  
Le Conseil des droits de l'Homme des Nations unies a adopté la résolution 27/30 aux termes de laquelle le Conseil a « réaffirmé que les activités des fonds vautours mettaient en lumière certains des problèmes du système financier mondial et témoignaient du caractère inéquitable du système actuel, qui portait directement atteinte à l’exercice des droits de l’homme dans les États débiteurs. Il a recommandé aux États d’envisager la mise en place de cadres juridiques afin de restreindre les activités prédatrices des fonds vautours sur leur territoire ». Le comité consultatif du Conseil des droits de l'homme a publié en 2019 un rapport sur les activités des fonds vautours  et leurs incidences sur les droits de l’Homme.

## Le cas de la crise grecque et les tribunaux européens
Dès 2008, la crise de la dette souveraine grecque a été l’occasion de nombreux contentieux européens. Plusieurs décisions ont été rendues par des juridictions européennes, saisies par de porteurs d’obligations grecques poursuivant le même objectif, celui de faire respecter leurs droits contractuels ou d’obtenir réparation de leurs préjudices allégués. Aucune de ces décisions n'a permis aux investisseurs d'être indemnisés, les différentes juridictions européennes ayant toujours approuvé les mesures prises l'État grec, la BCE ou la Commission européenne. 
Ainsi, par une décision du 7 octobre 2015, dans le cadre de l'affaire Accorinti e.a. contre BCE, le Tribunal de l’Union européenne a rejeté le recours par plus de 200 détenteurs, pour la plupart italiens, de titres privés grecs, visant à obtenir la réparation du préjudice subi à la suite, notamment, de l’adoption par la BCE d’une décision relative à l’éligibilité des titres de créance négociables émis ou totalement garantis par la République hellénique dans le cadre de l’offre d’échange d’obligations par la République hellénique, ainsi que d’autres mesures de la BCE liées à la restructuration de la dette publique grecque. Puis, par l’arrêt du 24 janvier 2017, dans le cadre de l'affaire Nausicaa Anadyomène et Banque d’escompte contre BCE, le Tribunal a rejeté la demande d’indemnisation par des banques commerciales en excluant toute responsabilité de la BCE, confirmant ce qu’il avait retenu à l’égard des personnes physiques détentrices de titres de créance grecs.
Le 23 mai 2019, dans l'affaire Steinhoff contre BCE, le Tribunal de l'Union européenne rejette le recours en indemnité introduit contre la BCE par des investisseurs privés ayant subi des pertes en raison de la restructuration de la dette publique grecque en 2012 au motif que cette restructuration ne constituait pas une atteinte démesurée et intolérable au droit de propriété de ces investisseurs, même s'ils n'avaient pas consenti à cette mesure. 
Appelé à se prononcer sur la responsabilité non contractuelle de la BCE lors de l'examen par celle-ci du projet de loi grec relatif à la restructuration de la dette et soumis à l'examen de la BCE, le tribunal de l'Union européenne a rejeté le 23 mai 2017 dans l'arrêt Steinhoff c. BCE, le recours au motif que compte tenu de la large marge d’appréciation de la BCE lorsqu’elle formule un avis sur un projet de réglementation au niveau national, il relève que seule une méconnaissance manifeste et grave des limites de ce pouvoir peut engager sa responsabilité non contractuelle. Pour le tribunal, si l’adoption de ladite loi a entraîné une atteinte au droit de propriété des requérantes, il considère que cette loi répond à des objectifs d’intérêt général, dont celui d’assurer la stabilité du système bancaire de la zone euro et que la réduction de la valeur des titres en cause ne constituait pas une intervention démesurée et intolérable qui porterait atteinte à la substance même du droit ainsi garant. 
Les porteurs d'obligations grecques tentèrent, sans plus de succès, de faire reconnaître leurs droits devant leurs juridictions nationales au motif que l'acquisition de titre grecs relevait d'activités commerciales au sens du Règlement européen du 12 décembre 2012 relative à la compétence judiciaire. 
Par ailleurs, la Cour européenne des droits de l’homme a examiné les requêtes par 6 320 ressortissants grecs, porteurs d’obligations de l’État grec, en tant que personnes physiques, de montants variant entre 10 000 euros et 1 510 000 euros, relatives à leur participation forcée à la diminution de la dette publique grecque par l’échange de leurs obligations avec d’autres d’une valeur inférieure. Par un arrêt du 21 juillet 2016, cette Cour a considéré qu’il n’y avait pas eu violation de l’article 1er du protocole no 1 à la convention de sauvegarde des droits de l’homme et des libertés fondamentales ni de l’article 14 de la CEDH combiné à l’article 1er de ce protocole. Dans cette décision, la Cour légitime l’usage des clauses d’action collective (CAC) introduites a posteriori dans les contrats obligataires grecs.

## Annulation et restructuration de dette souveraine
Selon le FMI, « On entend par restructuration de la dette les accords bilatéraux passés entre le créancier et le débiteur qui modifient les conditions prévues pour le service d’une dette. La restructuration peut prendre la forme d’un rééchelonnement, d’un refinancement, d’une remise de dettes, de conversions de dettes et de remboursement anticipé. En outre, un créancier peut réduire la dette au moyen d’une annulation (…), et par conséquent qu’il la retire de son bilan ». 
La notion de "restructuration de dette souveraine" est une expression qui recouvre des réalités différentes. Selon le FMI, il est possible de distinguer selon trois catégories de restructuration de dette : « La modification des termes et conditions applicables au montant exigible, qui a parfois pour effet de réduire la charge de la dette en valeur actualisée. Ces opérations constituent ce qu’on appelle généralement un rééchelonnement. Parfois, elles sont qualifiées de refinancement ou d’échange de dettes. Parmi elles figurent des opérations qui modifient la nature de l’instrument considéré, par exemple dans le cas de swap de prêts contre titres obligataires (…).
« La réduction du montant, ou l’extinction, d’une obligation au titre de la dette que le créancier consent par l’intermédiaire d’un accord signé avec le débiteur. Il s’agit alors d’une remise de dettes (…).
« L’échange par le créancier d’un instrument de la dette contre une valeur économique autre qu’une autre créance sur le même débiteur. Il peut s’agir notamment d’une conversion de dettes, comme dans le cas des conversions dettes contre titre de participation, dettes contre biens immobiliers et dettes contre protection de la nature, ainsi que du remboursement anticipé ou du rachat contre liquidités ».
Juridiquement, une annulation de dette correspond soit à un abandon de créances, soit à une remise de dette, c’est-à-dire à une décision du créancier d’abandonner tout ou partie de sa créance. En cela, elle se distingue de l’effacement, qui est prononcée par le juge. Dans une annulation, c’est le créancier qui est à l’initiative de la mesure, même si le débiteur doit y consentir dans le cas de la remise de dette. Celle-ci est une technique juridique conduisant à l’ « extinction d’une obligation ». 
Il existe trois principales techniques juridiques permettant d'alléger le poids de la dette, on peut classer celles-ci en trois catégories : 
- celles où le débiteur refuse d’honorer son engagement ;  
- celle où le créancier consent par un acte oblatif un abandon de créance, 
- et enfin, les différentes situations où la dette est négociée, de la suspension ou moratoire en passant par la remise de dette ou la renégociation des conditions de la dette. 
La répudiation de la dette est la manifestation  d'un refus conscient et unilatéralement de ne plus respecter le contrat et de ne pas rembourser le capital et les intérêts. L’exemple le plus fameux est celui tiré du discours sur la dette prononcé par Thomas Sankara, le président du Burkina-Fasso, à Addis-Abeba, le 29 juillet 1987, deux mois avant d’être assassiné.
L’illustration la plus significative de cet effacement est celle connue comme l’initiative Jubilée 2000. Celle-ci est née de différentes ONG d'inspiration chrétienne qui, à l'occasion du millénaire, demandèrent à ce que les pays les plus pauvres puissent « repartir de zéro » en termes de dette, par une décision des créanciers d’ « effacer » leurs dettes. 
La remise de dette permet à un créancier de ne pas réclamer la totalité de sa créance auprès de son débiteur. En pratiquant une remise de dette, le créancier libère son débiteur de son obligation de remboursement. La remise de dette peut porter sur l'ensemble de la dette restant due ou sur une partie simplement. La remise de dette ne doit pas être confondue avec la renonciation. En effet, la remise de dette implique l'accord des deux parties alors que la renonciation implique simplement la volonté du créancier. On parle aussi souvent de moratoire de la dette. Ainsi, le G20 a annoncé en avril 2020 un moratoire sur la dette des pays les plus pauvres du monde. Un moratoire n’est pas une annulation.  Il peut concerner le principal et les intérêts, ou seulement le service de la dette. La plupart des discussions autour des dettes souveraines ont lieu au sein de deux institutions informelles que sont le Club de Paris (créanciers publics), et le Club de Londres (créanciers privés).
Constatant l'échec des mesures traditionnelles de restructuration de dettes souveraines, les économistes Joseph Stiglitz et Hamid Rashid proposent la mise en place de programmes de rachat de dette sous la supervision du FMI : "Le principal objectif d'un programme de rachat serait de réduire le fardeau de la dette en obtenant des décotes importantes (décotes) sur la valeur nominale des obligations souveraines et en minimisant l'exposition à des créanciers privés risqués. Mais un programme de rachat pourrait également être conçu pour faire progresser les objectifs en matière de santé et de climat, en exigeant que les bénéficiaires consacrent à la création de biens publics l'argent qui aurait autrement été affecté au service de la dette". Cette facilitée multilatérale pourrait être alimentée par les ressources déjà disponibles du FMI mais aussi  par des fonds provenant d'un consortium mondial de pays et d'institutions multilatérales, tout comme les dons par les pays qui ne les utilisent pas de droits de tirage spéciaux (l'unité de compte du FMI).
L'avocat Hubert de Vauplane propose une définition de la dette juste intégrant à la fois des éléments de justice distributive et des éléments économiques comme la soutenabilité permettant dans certaines situations encadrées par les institutions financières internationale une reconnaissance juridique au droit de non remboursement de la dette : " une théorie de la dette juste appliquée au cas de la dette souveraine serait une réponse concrète à la situation de certains Etats". 

## La question de l'annulation de la dette depuis la crise du Covid19
Cette section ne s'appuie pas, ou pas assez, sur des sources secondaires ou tertiaires indépendantes du sujet.

Pour l'améliorer, ajoutez-en, ou placez des modèles {{Source secondaire souhaitée}} ou {{Source secondaire nécessaire}} sur les passages mal sourcés. (novembre 2020)
Avec l'augmentation des dettes souveraines liées à la crise du covid19, la question du devenir de la dette publique refait surface. Que faut-il faire ? La rembourser ou l'annuler ? Et plus particulièrement, que faire de la dette souveraine détenue par une banque centrale dans la mesure où - tout au moins au sein de la zone euro - une part importante estimée autour du quart et du tiers de la dette souveraine émises par les Etats serait détenue par la BCE. Le débat est apparu en période de confinement  : pourquoi ne pas permettre à la Banque de France - qui détient pour le compte de l'Eurosystème une partie de la dette souveraine française - d'annuler,,voire convertir cette dette en rente perpétuelle ? L’idée n’est pas nouvelle et avait déjà été posée au lendemain de la crise financière , mais elle refait surface depuis quelque temps, surtout comme conséquence du Covid-19 et des niveaux de dette abyssaux des Etats. La BCE semble peu favorable à cette option. Selon Fabio Penetta, l'un des membres du directoire de la BCE, " l'annulation des dettes détenues par la banque centrale n'est "pas une option pour la BCE".

## Dette publique et pacte de stabilité au sein de l'Union européenne
Dans le cadre du processus de notification de la procédure de déficit excessif du pacte de stabilité et de croissance, Eurostat publie deux fois par an, en avril et en octobre, des données sur la dette publique ainsi que les données trimestrielles de la dette publique qui lui sont transmises conformément au règlement (UE) n° 549/2013. 
Le pacte de stabilité et de croissance est l’instrument dont les pays de la zone euro se sont dotés afin de coordonner leurs politiques budgétaires nationales et d’éviter l’apparition de déficits budgétaires excessifs. Il impose aux États de la zone euro d’avoir à terme des budgets proches de l’équilibre ou excédentaires. Il fixe des objectifs aux Etats membres devant permettre de garantir que leur déficit nominal ne dépasse pas le plafond des 3 % du PIB établi par le traité et une convergence  des taux d’endettement public vers la limite de 60 % du PIB fixée par le traité. Avec la crise du covid-19,  la Commission européenne a demandé au Conseil l’activation de la clause dérogatoire générale du pacte de stabilité et de croissance qui permet une flexibilité budgétaire aux États membres afin qu’ils puissent prendre les décisions nécessaires afin d’atténuer les effets de la crise sans plus avoir à respecter la limite de 3 % du PIB pour le déficit public et 60 % du PIB pour la dette. La dérogation a été approuvée par les ministres des finances de l'union européenne le 23 mars 2020.
Pour soutenir l'économie face aux conséquences de la crise liée au covid-19, la Banque centrale européenne a décidé de mobiliser 1 350 milliards d'euros pour soulager la dette publique pendant la crise, ainsi que 120 milliards d'euros d'assouplissement quantitatif et 20 milliards d'euros de rachat de dette.